# Гиднеллум пахучий
Гидне́ллум паху́чий (лат. Hydnéllum suavéolens) — вид грибов, относящийся к роду гиднеллум (Hydnellum) семейства банкеровые (Bankeraceae), лектотип рода.

## Описание
Плодовые тела шляпочные, несколько воронковидной формы, до 15 см в диаметре, шляпка в целом выпуклая до уплощённой, к центру углубляющаяся, с мягкой волосистой грязно-белой поверхностью, ближе к центру — коричневой, а по самому краю — белой.
Мякоть волокнистая, зонистая, с фиолетовым оттенком, наиболее выраженным в ножке, с сильным анисовым или миндальным запахом.
Ножка деревянистая, опушённая, ярко-фиолетовая, при прикосновении темнеющая, до 5 см высотой.
Гименофор шиповатый, шипики частые, не более 5 мм длиной, грязно-белые, с возрастом буреющие.
Споровый отпечаток светло-коричневый.
Несъедобен из-за горького вкуса и жёсткой мякоти.

## Экологические особенности
Встречается в еловых лесах. Микоризообразователь. Широко распространён в Евразии и Северной Америке, однако везде редок.

## Синонимы
- Calodon suaveolens (Scop.) P.Karst., 1881
- Hydnum boreale Banker, 1902
- Hydnum pullum Fr., 1815
- Hydnellum rickeri Banker, 1913
- Hydnum suaveolens Scop., 1772basionym
- Phaeodon suaveolens (Scop.) J.Schröt., 1888
- Sarcodon gravis Coker, 1939